# أندرو جاكسون سميث
أندرو جاكسون سميث (بالإنجليزية: Andrew Jackson Smith) هو ضابط أمريكي، ولد في 28 أبريل 1815 في مقاطعة باكز في الولايات المتحدة، وتوفي في 30 يناير 1897 في سانت لويس في الولايات المتحدة.